# Live Earth
Live Earth é um evento de 24 horas de shows de música realizado a 7 de julho de 2007 em oito países de sete continentes, com o objetivo de sensibilizar a opinião pública mundial para o aquecimento global. 
A organização promotora do evento é a Save Our Selves - SOS ("Salvemos a Nós Mesmos"), que utilizou de plataformas poderosas de multimídia - filmes, TV, rádio, Internet, livros, rede sem-fio (wireless) e outras. 
O evento reuniu 150 artistas da música e cerca de 2 bilhões de pessoas. Contou com o apoio de empresas como MSN, Smart e Pepsi. Foram realizados vários shows em todos os 6 continentes do planeta (com exceção da Antártica), sendo 9 cidades participantes. Os planos para o evento foram anunciados em uma conferência de mídia em Los Angeles em 15 de fevereiro de 2007 pelo ex-vice-presidente dos Estados Unidos Al Gore juntamente com o produtor Kevin Wall e outros ativistas famosos, como Leonardo di Caprio e Cameron Diaz. A inspiração de promover uma causa através de uma série de shows vem de outros eventos similares dos últimos vinte e cinco anos como o Live Aid (1985) e o Live 8 (2005). 
Live Earth foi fundado por Kevin Wall, o produtor executivo mundial do Live 8, outro evento que obteve uma das maiores audiências da história para combater a pobreza. Wall formou uma parceria com Al Gore e a Alliance for Climate Protection.
Os shows foram apresentados nos seguintes lugares: Giants Stadium em New Jersey, New York; National Mall, Washington, D.C.; Wembley Stadium em Londres, Reino Unido; Aussie Stadium em Sydney, Australia; Praia de Copacabana no Rio de Janeiro; Coca-Cola Dome em Johannesburgo, África do Sul; Makuhari Messe em Tokyo; The Oriental Pearl Tower em Shanghai, China; e HSH Nordbank Arena em Hamburgo, Alemanha e Basílica de São João de Latrão, em Roma, Itália. 

## Cronologia
- 13 de fevereiro: Os planos para a realização de um evento global são anunciados em uma conferência de mídia, em Los Angeles, pelo ex-vice-presidente dos EUA Al Gore, juntamente com Cameron Diaz, Maná e Pharrell.
- 10 de abril: São revelados os nomes dos artistas participantes nos eventos dos Estados Unidos e do Reino Unido.
- 27 de abril: O prefeito de Hamburgo, Alemanha, revela que o evento também ocorrerá em sua cidade.
- 12 de maio: Al Gore e Xuxa Meneghel anunciam a participação brasileira no projeto, durante entrevista coletiva, no Copacabana Palace, Rio de Janeiro. Gore informa aos jornalistas que "o show do Rio seria o único gratuito e ao ar livre".[1]
- 15 de maio: É anunciado que a cidade de Istambul, Turquia também sediaria o evento.
- 17 de maio: A cantora Madonna lança a canção "Hey You" para download gratuito através do MSN.[2] A canção, escrita especialmente para o evento, seria interpretada ao vivo no show de Londres.
- 4 de julho: Show do Live Earth no Brasil é cancelado pelo Ministério Público que consegue liminar impedindo a realização do evento em Copacabana, alegando que impossibilidade de garantir segurança ao público estimado em 700 mil pessoas, já que a maior parte do efetivo policial estaria atuando nos preparativos dos Jogos Pan-Americanos.
- 6 de julho: Liminar que suspendia o Live Earth no Rio é revogada e o show é confirmado.

## Locais
África do Sul

Países e cidades que sediaram o Live Earth.

- Coca-Cola Dome, Joanesburgo, Gauteng.

 Estados Unidos
- Giants Stadium, East Rutherford, Nova Jérsei.[3]
- National Mall, Washington, DC.

 Brasil
- Praia de Copacabana, Rio de Janeiro, Rio de Janeiro.[4]

 Antártica
- Rothera Research Station, estação científica britânica.

 China
- Oriental Pearl Tower, Xangai.

 Japão
- Makuhari Messe, Chiba.
- Tō-ji, Tóquio

 Reino Unido
- Wembley Stadium, Londres.[5]

 Itália
- Basílica de São João de Latrão, Roma.

 Alemanha
- AOL Arena, Hamburgo.[6]

Oceania
 Austrália
- Aussie Stadium, Sydney, Nova Gales do Sul.[7]

## Performances
Os organizadores do evento reuniram mais de 150 artistas do mundo da música, tais como os Metallica, Red Hot Chili Peppers, Keane, Akon, Bon Jovi, Shakira, Sarah Brightman, The Black Eyed Peas, The Pussycat Dolls, Lenny Kravitz, Xuxa, Jota Quest, Foo Fighters, Joss Stone, Madonna, Koda Kumi, Macy Gray, e Linkin Park.

## Transmissão
Organizadores do evento informaram que os shows seriam transmitidos por mais de cento e vinte canais de televisão e assistidos por mais de dois bilhões de pessoas em todo o mundo.

## Parceiros e patrocinadores
Dentre os parceiros e patrocinadores do Live Earth destacam-se MSN, Smart, Pepsi, Banco Itaú, além de inúmeras organizações não governamentais de todo o mundo.
- Mais parceiros

## Ingressos
- Alemanha: ingressos para o show foram vendidos a partir de 24 de maio através do Eventim. Os preços variaram entre 45 e 55 euros, incluindo o transporte.

- Austrália: ingressos para o show foram vendidos a partir do dia 18 de maio através do Ticketek. O preço dos ingressos foi de 99 dólares australianos e cada consumidor podia adquirir até quatro deles. O preço do ingresso incluía transporte de ônibus, balsa e trem no dia do show.

- Estados Unidos: os preços dos ingressos variaram entre 348 e 53 dólares. Os ingressos começaram a ser vendidos em 16 de abril através do website oficial do evento e da Ticketmaster. Um número especial de ingressos foi distribuído para venda aos membros do site oficial de Al Gore.

- Reino Unido: para solicitar a compra de ingressos era necessário preencher uma cédula entre os dias 13 e 15 de abril no website oficial do evento. Aqueles que preencheram as cédulas receberam um número de registro.

## A canção de Madonna
A cantora Madonna e o produtor Pharrell Williams escreveram a canção "Hey You" especialmente para a coletânea do Live Earth. A canção esteve disponível para download grátis nos formatos MP3 e WMA no MSN. A Microsoft concordou em doar 25 centavos de dólar para a Aliança de Proteção Climática (Alliance for Climate Protection) para cada download grátis da canção, até que estes completassem a marca de um milhão. Madonna interpretou "Hey You" ao vivo no Estádio de Wembley durante o show londrino do Live Earth.

## Contradições
Após o concerto Live Earth, os meios de comunicação britânicos e norte-americanos denunciam a contradição entre a mensagem e os actos das estrelas rock, que por todo o mundo, através da música, fizeram passar a mensagem de que é preciso salvar o planeta. Madonna, por exemplo, é responsável por uma quota de emissão de dióxido de carbono cem vezes superior à quota média de um cidadão britânico, segundo vários jornais entre os quais o britânico Guardian, que explica que o Live Earth produziu três mil vezes mais dióxido de carbono que a mesma média de cada cidadão do Reino Unido. O tabloide News of the World vai mais longe e descreve que as nove casas, frota de carros e jacto privado de Madonna são "uma catástrofe ecológica". O Sunday Telegraph insiste no exemplo Madonna e explora as ligações da estrela pop empresas poluidoras. Os representantes de Madonna defendem-se: "A sua participação no Live Earth é um passo em frente na aproximação que ela quer fazer à causa ambiental".